# رسالة مفتوحة

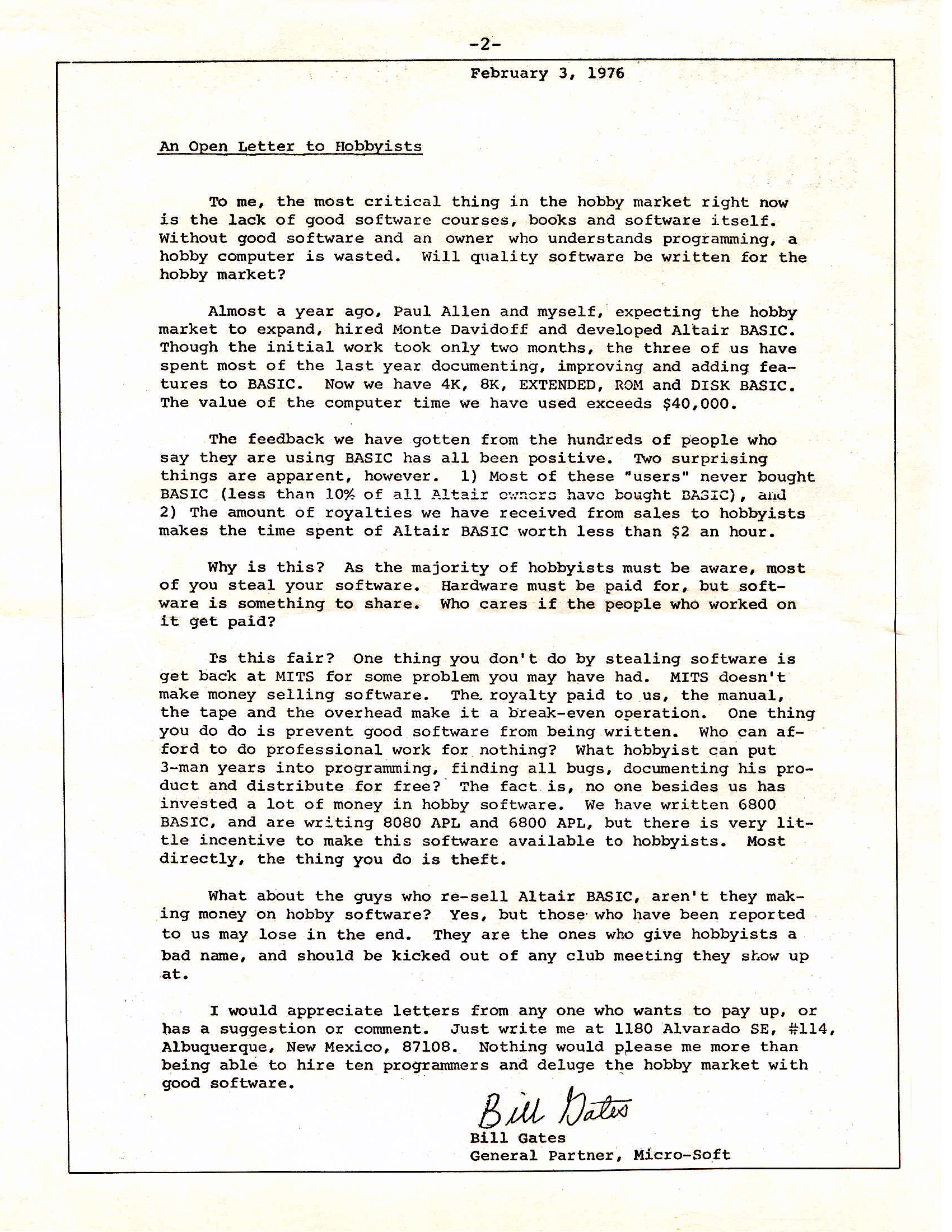
J'Acuse…! هي رسالة مفتوحة مؤثرة كتبها إميل زولا عام 1898 حول قضية دريفوس.

الـرسالة الـمفتوحة عبارة عن نص، وهي موجهة إلى شخص واحد أو عدة أشخاص على وجه الخصوص، يظهر علنا أن تقرأ من قبل مجموعة أوسع. للقيام بذلك، بل هو في كثير من الأحيان الصحافة، التي تستخدم وسائل الإعلام، لكن الرسالة المفتوحة قد تأخذ أيضاً شكل منشورات كاملة، ملصق، أغنية (الهارب)، المسالك أو في الآونة الأخيرة أن يكون وضعت على الإنترنت على شبكة الإنترنت...
على الرغم من أن هذا ليس بلازم، نسخة من هذا النص يمكن أيضا أن ترسله في الخاص من قبل النظام البريدي، مثل البريد كالعادة. الفائدة من هذه الشحنة، ومع ذلك، لا تزال محدودة، والهدف من رسالة مفتوحة كونها الأقل الحصول على رد من المستفيد من انتشار آرائه أمام الجمهور إخطار. في الواقع، فإن اللهجة عموما مثيرة للجدل، الرسالة المفتوحة هو أكثر مماثلة إلى مادة التعاقد، التحرير، أو كتيب، التقليدية الرسالة. ونحن نحصل على بعيداً عن ذلك حتى عند المتلقين لا يدعى، ولكن التي حددتها صيغة من نوع «إلى كل أولئك الذين...». رسالة مفتوحة ويمكن أيضا أن توقيع مثل الالتماس.
المستفيدين غالبا ما تكون مسؤولة السياسات، ولكن يمكنك العثور على رسائل مفتوحة في مناطق أخرى، على سبيل المثال في المجلات العلمية على مسائل الأخلاق.
إن خطابات براءات الاختراع هو شكل رسالة مفتوحة: هذا هو وثيقة رسمية، بالإضافة إلى إرسالها من قبل الحكومة إلى واحدة من مكوناته، كما يمكن قراءتها من قبل أي شخص مهتم.
رسالة مفتوحة كتبها البابا تسمى الرسالة الرسولية.

## مـراجع
1. ↑  "Merriam-Webster's Online Dictionary". Merriam-webster.com. مؤرشف من الأصل في 2021-04-24. اطلع عليه بتاريخ 2014-07-28.
2. ↑  Guerra، Cristela (1 مارس 2016). "The appeal of open letters and what it says about us - The Boston Globe". بوسطن غلوب. مؤرشف من الأصل في 2023-03-05. اطلع عليه بتاريخ 2020-05-31.
3. ↑  O'Shea, Samara (22 Mar 2012). "An Open Letter ... About Open Letters". NPR.org (بالإنجليزية). Archived from the original on 2023-03-05. Retrieved 2020-05-31.
4. ↑  "معلومات عن رسالة مفتوحة على موقع id.loc.gov". id.loc.gov. مؤرشف من الأصل في 2020-01-25.
5. ↑  "معلومات عن رسالة مفتوحة على موقع ne.se". ne.se. مؤرشف من الأصل في 2020-01-10.
6. ↑  "معلومات عن رسالة مفتوحة على موقع jstor.org". jstor.org. مؤرشف من الأصل في 2020-03-12.